# ザ・キッズ・アー・オールライト
「ザ・キッズ・アー・オールライト」(英語: The Kids Are Alright) はザ・フーが1965年に発表した楽曲である。メンバーのピート・タウンゼントによって作詞作曲され、デビュー・アルバム『マイ・ジェネレーション』のB面1曲目に収録された。
2006年には、ピッチフォークの1960年代最高の200曲ランキングの34位に選ばれた。

## 解説
ニ長調で標準的なスリーコード進行が使用されているが、コーラスの部分ではii-V-IV-Iというコード進行が使われている。 
アルバム『マイ・ジェネレーション』は1965年12月にイギリス、1966年4月にアメリカ合衆国で発表された。本曲のシングルはアメリカで1996年7月、イギリスでは『マイ・ジェネレーション』の発表から6ヶ月以上たった同年8月に発売され、イギリスでは41位、アメリカでは85位という成績だった。それほどのヒット曲ではなかったが、ザ・フーが当時イングランドを席巻したサブカルチャーであるモッズの人気バンドになるに従って、同アルバムとともにモッズのアンセムとなった。 
アメリカのシングル盤にはギター・ソロが非常に短く編集された2分42秒のバージョンが使用され、3分強のアルバム・バージョンよりも広く知られるようになった。 
1966年の7月もしくは8月に、ハイド・パークで白黒のプロモーション・ビデオが撮影された。 
アルバム『四重人格』（1973年）の「ヘルプレス・ダンサー」と「ぼくの頭の中に」の間に、本曲の冒頭部分が挿入された。1979年に公開された彼等のドキュメンタリー映画『キッズ・アー・オールライト』の題名は本曲に由来する。 

## ライヴ演奏
上記のように本曲はザ・フーの歴史に度々登場してきたが、コンサートで演奏されることは殆んどなかった。2000年に活動が再開された後は頻繁に取り上げられるようになり、末尾に別の長いセクションがつけられ、部分的にこの曲を作ってからわかったことに関して議論する即興の歌詞をつけたりすることもあった。

2000年に録音されたアルバム『ライヴ・アット・ロイヤル・アルバート・ホール』に収録されたバージョンも以上の構成になっている。同アルバムが2003年に発表された時、タウンゼントは以下のようにコメントしている。
この曲を書いた時は俺はただのガキんちょ（kid）で、自分がやったもろもろのことだけからいい悪いの区別をつけようとしてたんだ。人生の練習をしてたとでもいうのかな。妻との結婚にいちかばちか賭けてみるみたいな感じだった。ちょっとばかりキメてみたり、酒を飲んだりもした。やってみなかったものはほとんどなかったよ。それで、どういうわけだか、今でも大丈夫（alright）なんだよね。
2002年にメンバーのジョン・エントウィッスルが亡くなってからは、即興部分の歌唱で時々彼のことが触れられるようになった。彼が年代物の赤ワインが好きだったことも歌われ、のちに彼に捧げられた「オールド・レッド・ワイン」（2004年）に発展した。

## 影響

### 楽曲
- オフスプリングの曲"The Kids Aren't Alright"は本曲のタイトルをヒントにしている。
- フォール・アウト・ボーイの"The Kids Aren't Alright"は全く別の曲だが、やはり本曲からタイトルを採ってきている。
- アージ・オーバーキルの"The Kids Are Insane"、ラグワゴンの"The Kids Are All Wrong"、ローカルHの"All the Kids Are Right"も同様である。
- パーラー・モブの"The Kids"では、メインコーラスに'No the kids ain't alright'という歌詞がある。ロビー・ウィリアムズとカイリー・ミノーグの"Kids"にも"the kids are alright"という歌詞がある。
- ビリー・ジョー・アームストロングがプロデュースを手掛けた日本のパンクバンドLINKの輸入盤アルバムのタイトルも「THE KIDS ARE ARLRIGT」である。

### その他
- 映画『キッズ・オールライト』の原題"The Kids Are All Right"は本曲から採られている。
- 『スーパーナチュラル』のシーズン3第2話のタイトルも"The Kids Are Alright"である。
- 『ザ・シンプソンズ』シーズン26第19話も本曲にひっかけた"The Kids Are All Fight"というタイトルになっている。

## カバー
ザ・クィアズ、ゴールドフィンガー、エディ・アンド・ザ・ホット・ロッズ、ドロップキック・マーフィーズ、Hi-STANDARD、グリーン・デイ、パール・ジャム、ザ・レヴォネッツなどがこの曲をカバーしている。
- ベル・アンド・セバスチャンのボウリィ・ウィークエンダー（1999年）でのセットリスト
- フラータスのアルバムTalk Show Hero（1995年）
- ビリー・ボブ・ソーントンのバンドであるボックスマスターズの二枚目のアルバムThe Boxmasters（2008年）の最後
- マシュー・スウィートとバングルスのヴォーカリストであるスザンナ・ホフスによるカバーアルバム
- 作者タウンゼントのライヴ・アルバムPete Townshend Live BAM 1993（1993年）
- ザ・フーのドラマーであるキース・ムーンのソロ・アルバム『トゥー・サイズ・オブ・ザ・ムーン』（1975年）
- ニコロデオンのテレビ番組『スクール・オブ・ロック』（2016年）

### Hi-STANDARDによるカバー
『THE KIDS ARE ALRIGHT』（ザ・キッズ・アー・オールライト）は、日本のパンク・ロックバンド、Hi-STANDARD が1996年にリリースした「キッズ・アー・オールライト」のカバーシングル。ジャケット写真はキッスのパロディになっている。

### 収録曲
1. THE KIDS ARE ALRIGHT
2. CLOSE TO ME
3. MY HEART FEELS SO FREE